# Hyperion (mytologi)
 For alternative betydninger, se Hyperion. (Se også artikler, som begynder med Hyperion)
Hyperion (græsk: Ὑπερίων) er en titan fra den græske mytologi. Han er en af jordgudinden Gaia og himmmelguden Uranos' tolv børn. I et oprør anført af Kronos styrtede titanerne deres far Uranos, men blev senere selv frarøvet magten af de olympiske guder. Hyperion er gift med sin søster Theia, med hvem han får solguden Helios, månegudinden Selene og morgenrødens gudinde Eos. Den engelske digter John Keats skrev et ufærdigt digt, Hyperion, om netop denne titan. Hyperion er desuden hovedpersonen i Friedrich Hölderlins roman af samme navn. Hyperion betyder på græsk "den høje".

## Mytologi
Hyperions søn Helios blev i de tidligste mytologiske fortællinger omtalt som Ἥλιος Ὑπερίων (Helios Hyperion), "den høje sol". I Homers Odysseen så vel som Hesiods Theogonien kaldes solen for Ὑπεριωνίδης (Hyperionides), "Hyperions søn", og sidstnævnte betragtede med stor sandsynlighed Hyperion som en særskilt mytologisk figur. I senere græsk litteratur omtales Hyperion altid som adskilt fra Helios. I disse skrifter beskrives han som gud for årvågenhed, visdom og lys, mens Helios betragtes som den fysiske legemliggørelse af solen. Hyperion er en anonym skikkelse i den græske mytologi og optræder først og fremmest på titanernes slægtslister. Han spillede en ukendt rolle i den ti år lange krig mellem titanerne og de olympiske guder.
I henhold til nyplatonismen betragtede kejser Julian Hyperion som "det øverste princip", eftersom at han var far til Helios.